# アントーニア・デル・バルツォ
アントーニア・デル・バルツォ（Antonia del Balzo, 1355年頃 - 1374年1月23日）は、ナポリ王国のフランス系貴族女性で、シチリア王フェデリーコ3世の2番目の王妃。

## 生涯
アンドリア公フランチェスコ1世・デル・バルツォと、その2番目の妻でターラント公フィリッポ1世の娘であるマルゲリータ（1380年没、スコットランド王エドワード・ベイリャルの未亡人）の間の長女として生まれた。同腹の兄ジャコモ（ジャック・デ・ボー）は母方のアンジュー王家からターラント公、アカイア公、名目上のラテン帝国皇帝の地位を相続した。
1372年1月17日にフェデリーコ3世と結婚した。夫は死別した先妻コスタンツァ・ダラゴーナとの間に男子が無く、この結婚により世継ぎの誕生を期待したが、アントーニアは結婚後2年で子供を産まずに死去した。